# Lycaena thersamon
The Lesser Fiery Copper (Lycaena thersamon) là một loài bướm ngày thuộc họ Bướm xanh.Loài này có ở Đông Âu, Ý và South-East châu Âu to Mông Cổ và North-Western Trung Quốc.
Sải cánh dài 14–16 mm. Chúng bay từ tháng 4 đến tháng 10 tùy theo địa điểm.
Ấu trùng ăn Polygonum aviculare, và possibly other Polygonaceae species.

## Hình ảnh

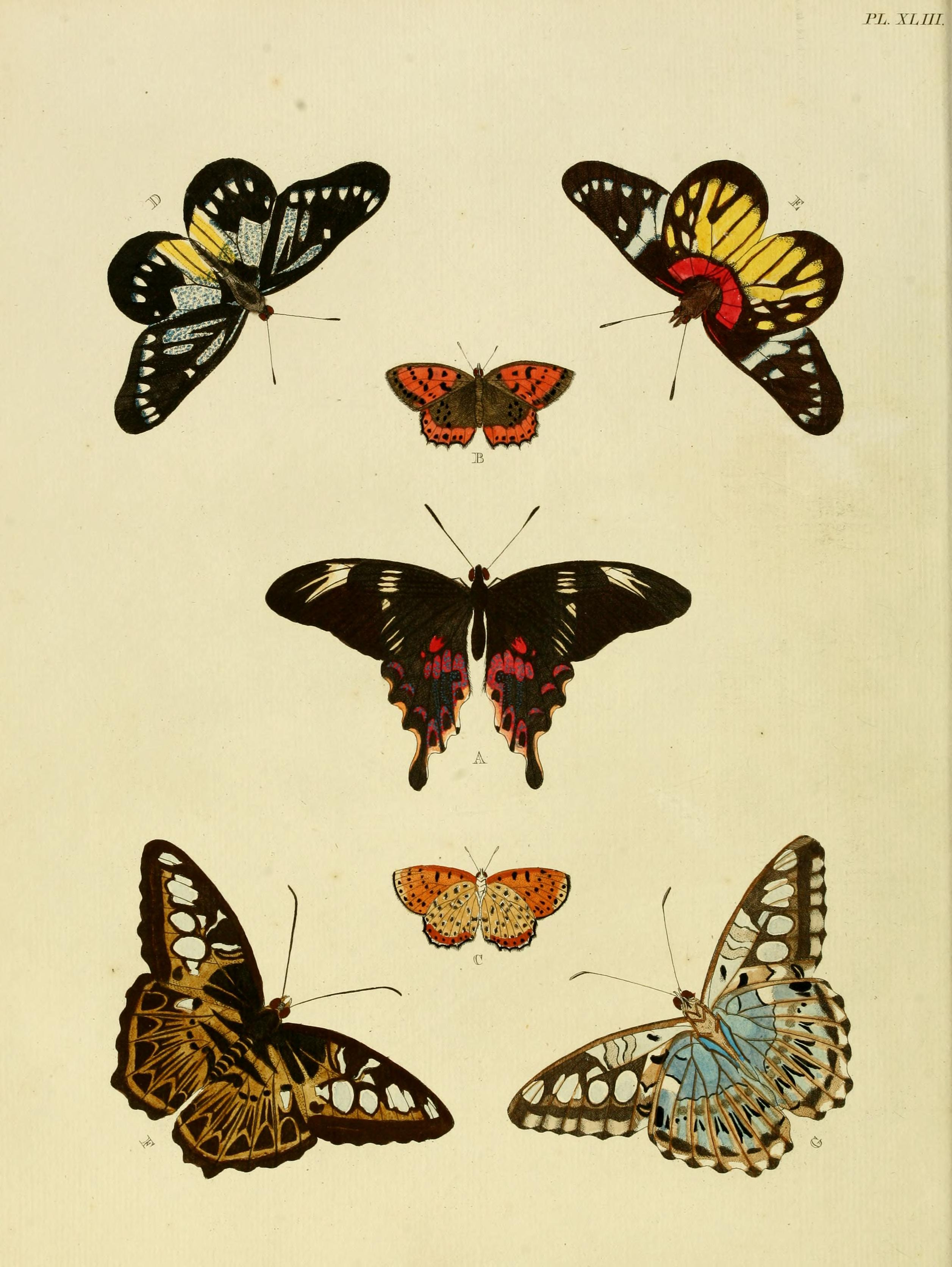
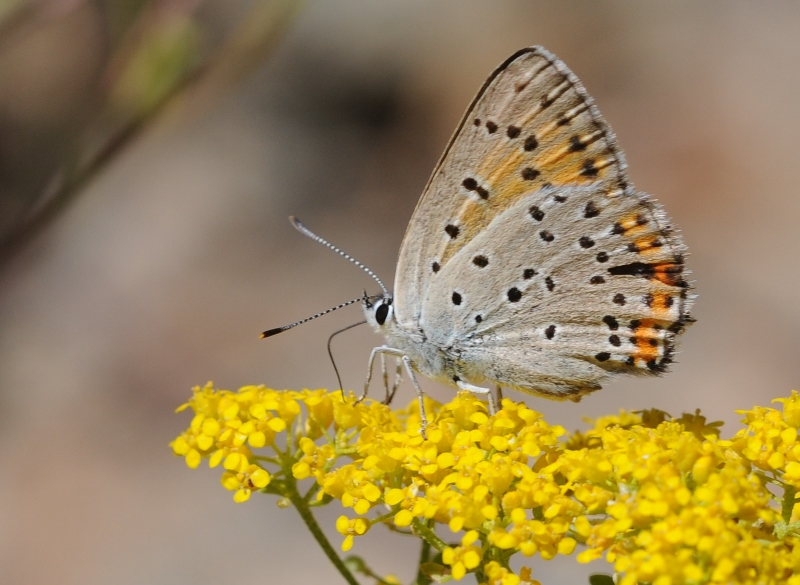
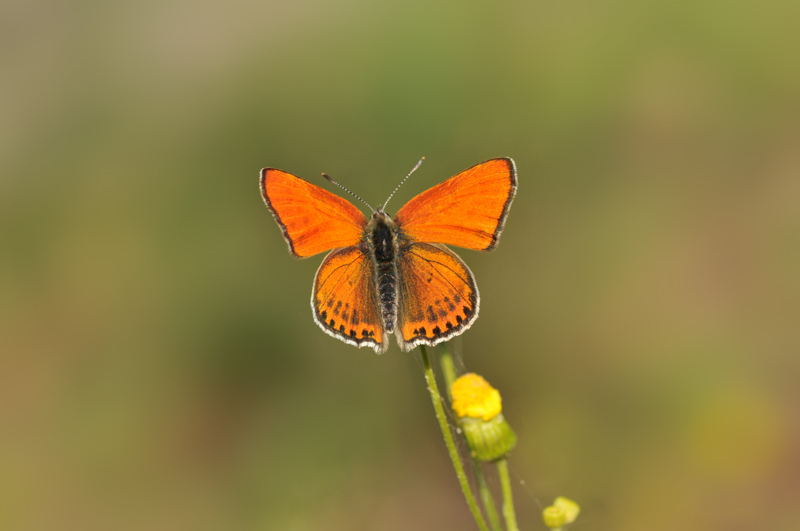
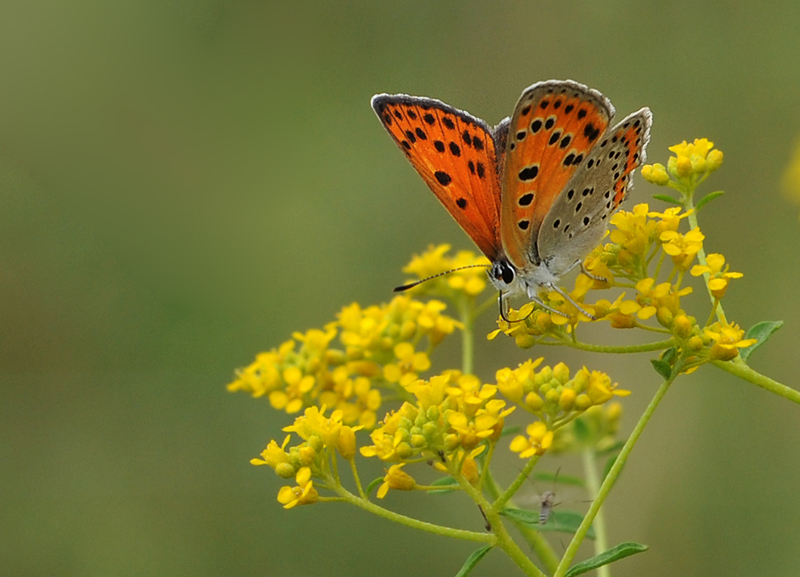